# 2MASS J2139+0220
2MASS J2139+0220  (= 2MASS J21392676+0220226) is een bruine dwerg met een spectraalklasse van T1.5. De ster bevindt zich 32,1 lichtjaar van de zon.